# ちびっ子レミと名犬カピ
『ちびっ子レミと名犬カピ』（ちびっこレミとめいけんカピ 英題：Nobody's Boy）は、1970年3月17日封切りの『東映まんがまつり』内で上映された東映動画製作の劇場用アニメ映画である。ワイド。フジカラー。81分。
キャッチコピーは「花がさくころ!! レミとカピのたのしい冒険まんがが見られます」

## 概要
エクトール・アンリ・マロの名作『家なき子』をアニメ化した作品。仮題は『家なき子 母をたずねて』。
原作は悲劇的ととらわれているが、本作は主人公レミが逆境から立ち上がっていく姿を、バイタリティに脚色している。また劇中では、泰西名画の西洋画調の美術を背景にし、さらに実写を合成して効果を上げた。
なお、本作はその後『ちびっ子レミと名犬カピより 家なき子』と改題し、上映時間を短縮して、1975年7月26日封切りの『東映まんがまつり』内で上映された。

## 声の出演
- レミ：朝井ゆかり
- バルブラン：市原悦子
- ジェローム：富田耕生
- ミリガン婦人：馬渕晴子
- リーザ：桂玲子
- ジェームズ：内海賢二
- ビタリス：三島雅夫
- カピ：フランキー堺
- ペペ：高橋和枝
- ジョリクール：久里千春
- ゼルビーノ：坪井章子
- ドルチェ：千々松幸子
- ベアトリーチェ：白石冬美
- ネコ：大竹宏
- 予告編ナレーター：千々松幸子（1975年）

「予告編」では、カピの声はフランキー堺ではなく富田耕生が担当した。

## スタッフ
- 製作：大川博
- 企画：山梨稔、伊藤企義、飯島敬
- 演出：芹川有吾
- 演出助手：勝田稔男、笠井由勝
- 脚本：瀬川昌治
- 原作：エクトール・アンリ・マロ
- 音楽：木下忠司
- 美術：福本智雄
- 作画監督：大工原章
- 原画：森康二、喜多真佐武、小田克也、木野達児、円山智、小川明弘
- 色彩設計：遠藤重義
- 動画：森英樹、相磯嘉雄、小林敏明、笠井晴子、飯田銈一、堰合昇、山下恭子、坂野隆雄、坂野勝子、富永勤、生野徹太、松原明徳、藤本芳弘、金山圭子、田村真也、黒沢隆夫、浅田清隆、服部照夫、阿久津文雄、池原昭治、草間真之助、阿部隆、堀池義治、長沼寿美子、山田みよ
- 背景：内川文広、伊藤英治、土田勇
- 演出助手 ：勝田稔男、笠井由勝
- トレース：入江三帆子、松崎令子
- ゼログラフィ：高橋章
- 彩色：宮本慶子、吉村和子
- 特殊効果：平尾千秋、林富喜江
- 調色：森田良一
- 検査：新納三郎
- 撮影：林昭夫、池田重好
- 録音：神原広巳
- 効果：大平紀義
- 編集：千蔵豊
- 記録：池田紀代子
- 進行：吉岡修
- 現像：東映化学工業株式会社

## 主題歌・挿入歌
全て、作詞：堀内道子 / 作曲：木下忠司

### 主題歌
- 「レミのうた」
  - 歌：フォンテーヌハーモニー

### 挿入歌
- 「バルブランの子守唄」
  - 歌：市原悦子
- 「遠い国」
  - 歌：朝井ゆかり
- 「アベマリア」
  - 歌：友竹正則

## 特選・推薦
- 文部省特選
- 日本PTA全国協議会特選
- 映倫青少年映画審議会推薦
- 東京都視聴覚教育研究会推薦
- 機関紙映画クラブ推薦
- 日本児童文学者協会推薦
- 厚生省中央児童福祉審議会推薦
- 優秀映画鑑賞会推薦
- 東京都地域婦人団体連盟推薦
- 東京都小学校PTA協議会推薦
- 全日本教育父母会議推薦
- 東京都知事推薦[1]

## 映像ソフト
- 東映ビデオよりビデオソフトやLD化はされたが、いずれも絶版。現在は同社からDVDが発売&レンタルされている（DVDは廉価ヴァージョンもあり）。
- DVDには「ちびっ子レミ」時代の本編のほか、ノンクレジットOP・「ちびっ子レミ」時代の「予告編」・「家なき子」時代の「予告編」が収録されている。
- なお「復刻! 東映まんがまつり」バージョンは、現在のところ発売されてない（「ちびっ子レミ」・「家なき子」双方とも）。

## 同時上映
|          | 作品名                                       | 原作               | （声の）出演                                             | 備考                    |
| -------- | -------------------------------------------- | ------------------ | -------------------------------------------------------- | ----------------------- |
| 1970年版 | タイガーマスク                               | 梶原一騎 辻なおき  | 富山敬、兼本新吾、柴田秀勝                               |                         |
| 1970年版 | ひみつのアッコちゃん バンザイ!ペットくん     | 赤塚不二夫         | 太田淑子、白川澄子、大竹宏                               |                         |
| 1970年版 | チュウチュウバンバン                         |                    | 滝口順平、松島みのり、大竹宏、坂本新兵                   | 劇場用新作              |
| 1975年版 | グレートマジンガー対ゲッターロボG 空中大激突 | 永井豪 石川賢      | 野田圭一、神谷明、柴田秀勝、富田耕生                     | 劇場用新作              |
| 1975年版 | 宇宙円盤大戦争                               | 永井豪             | ささきいさお、小原乃梨子、内海賢二、松島みのり、清水マリ | 劇場用新作              |
| 1975年版 | がんばれ!!ロボコン ゆかいな仲間              | 石森章太郎         | 山本圭子、野田圭一、島田歌穂、大野しげひさ、加藤みどり   |                         |
| 1975年版 | 秘密戦隊ゴレンジャー                         | 石森章太郎         | 誠直也、宮内洋、畠山麦、小牧りさ、伊藤幸雄               |                         |
| 1975年版 | 仮面ライダーストロンガー                     | 石森章太郎         | 荒木茂、岡田京子、小林昭二                               |                         |
| 1975年版 | 野生のエルザ                                 | ジョイ・アダムソン | ヴァージニア・マッケンナ、ビル・トラバース               | 海外作品 ダイジェスト版 |

1970年版は「スポ根」ブームを反映し、『タイガーマスク』が初登場。また実写抜きのオールアニメ構成は『まんが大行進』時代の1965年冬興行以来で、『まんがまつり』では初。この後オールアニメ構成になるのは、15年後の1985年冬興行で、それだけ長きに渡って実写が上映される事になる。
一方の1975年版は初の7本立て。そしてこの年から夏興行の構成を変更、新作作品は中編や短編のみとなり、長編作は内外問わず過去上映された作品のリバイバルとなる。これは夏興行が中断する前の1981年まで続く（1979年は除く）。